# 4857 Альтґамія
4857 Альтґамія (1984 FM, 1986 UB1, 4857 Altgamia) — астероїд головного поясу, відкритий 29 березня 1984 року.
Тіссеранів параметр щодо Юпітера — 3,399.